# 간라군

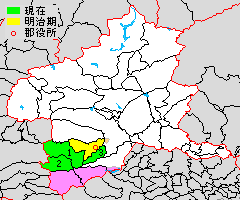
간라군의 위치

간라군(일본어: 甘楽郡, かんらぐん)은 일본 군마현에 있는 군이다.
인구 18,774명, 면적 365.82km², 인구밀도 51.3명/km².(2025년 3월 1일, 추계인구)
이하 2정 1촌으로 설치되어 있다.
- 간라정(甘楽町)
- 시모니타정(下仁田町)
- 난모쿠촌(南牧村)

## 군역

### 간라군(제1차)
대체로 위 구역을 합친 것이지만, 행정 구역으로서 확정된 것은 아니다.

### 간라군(제2차)
1950년 개칭 당시의 군역은 위의 2정 1촌 이외에 현재의 행정 구역으로 아래의 구역에 해당한다.
- 다카사키시(일부)
- 도미오카시

## 역사
메이지 이전까지는 간나강 상류에 걸친 군이었지만, 그 후의 군 개편에서 미도노군과 사실상의 경계선 변경이 이루어지고 쇼와 이후 현재의 군 지역이 확정되었다.

### 간라군(제1차)
- 1878년 12월 7일 - 군구정촌 편제법이 군마현에서 시행되면서 간라군 중 간나강 상류의 25촌으로 미나미칸라군(南甘楽郡)이, 나머지 5정 92촌으로 기타칸라군(北甘楽郡)이 각각 발족, 간라군(제1차)은 폐지되었다.

### 간라군(제2차)

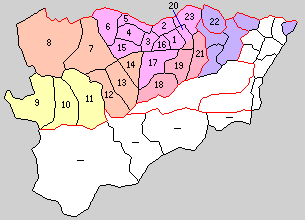
1.도미오카정 2.구로이와촌 3.이치노미야정 4.뉴촌 5.다카타촌 6.묘기정 7.오사카촌 8.사이모쿠촌 9.오자와촌 10.쓰키가타촌 11.이와도촌 12.아오쿠라촌 13.시모니타정 14.마야마촌 15.요시다촌 16.다카세촌 17.누카베촌 18.아키하타촌 19.오바타정 20.후쿠시마정 21.니야촌 22.이와다이라촌 23.오노촌 (보라:다카사키시 분홍:도미오카시 빨강:간라정 등색:시모니타정 노랑:난모쿠촌)

- 1950년 4월 1일 - 기타칸라군(北甘楽郡)이 간라군(甘楽郡)(제2차)으로 개칭, 아래의 정촌이 소속되었다.(6정 17촌)

도미오카정(富岡町), 구로이와촌(黒岩村), 이치노미야정(一ノ宮町), 뉴촌(丹生村), 다카타촌(高田村), 묘기정(妙義町)(현 도미오카시), 오사카촌(小坂村), 사이모쿠촌(西牧村)(현 시모니타정), 오자와촌(尾沢村), 쓰키가타촌(月形村), 이와도촌(磐戸村)(현 난모쿠촌), 아오쿠라촌(青倉村), 시모니타정(下仁田町), 마야마촌(馬山村)(현 시모니타정), 요시다촌(吉田村), 다카세촌(高瀬村), 누카베촌(額部村)(현 도미오카시), 아키하타촌(秋畑村), 오바타정(小幡町)(현 간라정), 후쿠시마정(福島町)(현 도미오카시, 간라정), 니야촌(新屋村)(현 간라정), 이와다이라촌(岩平村)(현 다카사키시), 오노촌(小野村)(현 도미오카시).
- 1954년 4월 1일 - 도미오카정이 오노촌·구로이와촌·이치노미야정·다카세촌·누카베촌을 편입하고 시제를 시행하여 도미오카시(富岡市)가 되어, 군에서 이탈.(4정 13촌)
- 1955년
  - 1월 15일 - 이와다이라촌이 다노군 요시이정·다고촌·이리노촌과 합병하여 새로이 다노군 요시이정(吉井町)이 발족, 군에서 이탈.(4정 12촌)
  - 3월 10일 - 시모니타정·아오쿠라촌·마야마촌·사이모쿠촌·오사카촌이 합병하여 시모니타정(下仁田町)이 발족.(4정 8촌)
  - 3월 15일 - 이와도촌·쓰키가타촌·오자와촌이 합병하여 난모쿠촌(南牧村)이 발족.(4정 6촌)
  - 3월 16일 - 오바타정·아키하타촌이 합병하여, 새로이 오바타정이 발족.(4정 5촌)
  - 3월 20일 - 묘기정·다카타촌이 합병하여, 새로이 묘기정이 발족.(4정 4촌)
  - 4월 1일 - 요시다촌이 도미오카시에 편입.(4정 3촌)
- 1959년 2월 1일(3정 2촌)
  - 오바타정·니야촌 및 후쿠시마정의 일부가 합병하여 간라정(甘楽町)이 발족.
  - 후쿠시마정의 잔여부가 도미오카시에 편입.
- 1960년 4월 1일 - 뉴촌이 도미오카시에 편입.(3정 1촌)
- 2006년 3월 27일 - 묘기정이 도미오카시와 합병, 새로이 도미오카시가 발족, 군에서 이탈.(2정 1촌)